# Eleições municipais na cidade de São Paulo em 1988
As eleições municipais em São Paulo em 1988 ocorreram em 15 de novembro, como parte das eleições municipais em 24 estados brasileiros e nos  territórios federais do Amapá e Roraima. Foram eleitos nesta ocasião a prefeita Luiza Erundina, o vice-prefeito Luiz Eduardo Greenhalgh e 53 vereadores.
Paraibana de Uiraúna, a professora Luiza Erundina assumiu interinamente o cargo de secretária municipal de Educação em Campina Grande em 1958, na administração do prefeito Elpídio Josué de Almeida. Em 1966 formou-se assistente social na Universidade Federal da Paraíba, concluindo o mestrado em Ciências Sociais em 1969 na Fundação Escola de Sociologia e Política de São Paulo. Professora da Universidade Federal da Paraíba sob concurso público em 1970, foi impedida de assumir por ser considerada "subversiva". Mudou para São Paulo, foi aprovada num concurso para assistente social em 1971 e dois anos depois tornou-se professora nas Faculdades Metropolitanas Unidas, onde permaneceu nove anos. Nesse intervalo de tempo ajudou a reativar a Associação Profissional dos Assistentes Sociais de São Paulo, presidindo-a por três anos a contar de 1978. Membro do PT na década seguinte, foi eleita vereadora na capital paulista em 1982 e candidata a vice-prefeita na chapa de Eduardo Suplicy em 1985 antes de eleger-se deputada estadual em 1986 e prefeita de São Paulo em 1988.
Nascido em São Paulo, o advogado Luiz Eduardo Greenhalgh formou-se pela Universidade de São Paulo em 1973. Filiado ao MDB no ano seguinte, notabilizou-se por ser um dos fundadores do Comitê Brasileiro pela Anistia e coordenar o projeto Brasil: Nunca Mais, destinado a expor os crimes e as violações de direitos humanos ao longo do Regime Militar de 1964. Eleito suplente de deputado federal pelo PT em 1986 e vice-prefeito da capital paulista na chapa de Luiza Erundina em 1988, assumiu o cargo de secretário municipal dos Negócios Extraordinários e foi efetivado deputado federal em 17 de setembro de 1990, mediante a renúncia de Plínio de Arruda Sampaio.

## Campanha

### Panorama geral
Naquele ano, o prefeito em exercício era o ex-presidente da República Jânio Quadros, eleito em 1985 pelo PTB, tendo posteriormente se filiado ao PFL.
No mês de junho, um grupo de dissidentes do PMDB, liderados pelo ex-governador Franco Montoro e pelos senadores Mário Covas, Fernando Henrique Cardoso e José Richa, fundaram o PSDB.
Outro fato que marcou a eleição daquele ano foi a indefinição de Jânio sobre quem ele apoiaria, já que estava afastado do PTB e estava sem partido. Inicialmente, especulava-se que apoiaria Marco Antônio Mastrobuono (PTB), seu secretário de planejamento, ou João Mellão Neto (PL), secretário de Imprensa, e até mesmo Paulo Maluf (PDS). Mas Jânio decidiu apoiar o ex-secretário de habitação paulista, João Leiva (PMDB), tendo em vista uma possível candidatura presidencial no ano seguinte.
Na primeira eleição majoritária do PSDB, o ex-governador Franco Montoro tinha sido escolhido o candidato da legenda. Como era o nome mais forte do partido na época, aparecia tecnicamente empatado com Maluf. No mês de agosto, porém, Montoro adoeceu e abandonou a corrida municipal. Houve uma sucessiva discussão de vários nomes para substituí-lo, como o então senador Mário Covas. O então deputado José Serra, vice na sua chapa, tornou-se seu substituto. Para ocupar a vice, foi escolhida a deputada estadual Guiomar Namo de Mello, também do PSDB.
Outro fato que marcou aquela eleição foi a renúncia do ex-deputado Airton Soares (PDT), o que favoreceu a petista Luiza Erundina, a vencedora daquele pleito. Porém, seu nome continuou nas cédulas, já que a desistência aconteceu a uma semana da eleição e as cédulas haviam sido impressas 45 dias antes. Com isso, os votos do pedetista foram considerados válidos. Soares ficou em penúltimo lugar, com um pouco mais de 3,3 mil votos, à frente apenas do último colocado, Walter Zigrossi (PSP), com 2,2 mil votos.

## Candidaturas
| Nº | Prefeito(a)  | Prefeito(a)                            | Prefeito(a) | Prefeito(a) | Vice-prefeito(a) | Vice-prefeito(a) | Vice-prefeito(a)                             | Vice-prefeito(a) | Vice-prefeito(a)                              | Coligação Partido(s)                                      |
| Nº | Candidato(a) | Candidato(a)                           | Partido     | Cargos relevantes | Candidato(a)     | Candidato(a)     | Candidato(a)                                 | Partido          | Cargos relevantes                             | Coligação Partido(s)                                      |
| -- | ------------ | -------------------------------------- | ----------- | --- | ---------------- | ---------------- | -------------------------------------------- | ---------------- | --------------------------------------------- | --------------------------------------------------------- |
| 11 |              | Paulo Maluf Paulo Salim Maluf          | PDS         | - Governador de São Paulo (1979-1982) - Prefeito de São Paulo (1969-1971)                                                                      |                  |                  | Arnaldo Faria de Sá                          | PJ               | - Deputado Federal por São Paulo (1987-1988)  | Participação (PDS, PJ, PNA, PRP, PPB)                     |
| 12 |              | Airton Soares Airton Estevens Soares   | PDT         | - Deputado Federal por São Paulo (1975-1987)                                                                                                   |                  |                  | Marco Antônio Lacava                         | PDT              |                                               | Partido Isolado                                           |
| 13 |              | Luiza ErundinaLuiza Erundina de Sousa  | PT          | - Vereadora de São Paulo (1983-1986) - Deputada Estadual por São Paulo (1987-1988)                                                             |                  |                  | GreenhalghLuiz Eduardo Rodrigues Greenhalgh  | PT               |                                               | Partidos do Povo (PT, PCB, PCdoB)                         |
| 14 |              | Marco Antônio Mastrobuono              | PTB         | |                  |                  | Campos Machado Antônio Carlos Campos Machado | PTB              | - Deputado Estadual por São Paulo (1987-1988) | Partido Isolado                                           |
| 15 |              | João Leiva João Oswaldo Leiva          | PMDB        | - Secretário Estadual de Obras e Meio Ambiente de São Paulo (1983-1987) - Secretário Estadual de Energia e Saneamento de São Paulo (1987-1988) |                  |                  | Celso Matsuda Celso Toshito Matsuda          | PFL              |                                               | Unidade Popular (PMDB, PFL, PSB)                          |
| 17 |              | José Maria Eymael                      | PDC         | - Deputado Federal por São Paulo (1987-1988)                                                                                                   |                  |                  | Joaquim Lourenço                             | PDC              |                                               | Partido Isolado                                           |
| 19 |              | Marco Antônio Barbosa Caldas           | PH          | |                  |                  | Dervile Guaranha Ariza                       | PH               |                                               | Partido Isolado                                           |
| 22 |              | João Mellão Neto                       | PL          | |                  |                  | Teruo Tanabe                                 | PL               |                                               | Partido Isolado                                           |
| 26 |              | Armando Corrêa Armando Corrêa da Silva | PMB         | |                  |                  | José Vieira                                  | PMB              |                                               | Partido Isolado                                           |
| 41 |              | Luis Pacces Filho                      | PSD         | |                  |                  | Walter Arenas                                | PSD              |                                               | Partido Isolado                                           |
| 42 |              | Walter Zigrossi                        | PSP         | |                  |                  | Pedro Vicente Buogermino                     | PSP              |                                               | Partido Isolado                                           |
| 45 |              | José Serra José Serra Chirico          | PSDB        | - Secretário Estadual de Economia e Planejamento de São Paulo (1983-1986) - Deputado Federal por São Paulo (1987-1988)                         |                  |                  | Guiomar de Mello Guiomar Namo de Mello       | PSDB             |                                               | Tucano – Seriedade e Democracia (PSDB, PV, PSC, PTR, PCN) |
| 47 |              | José Galico                            | PNAB        | |                  |                  | Walter Taverna                               | PNAB             |                                               | Partido Isolado                                           |
| 49 |              | Luiz Paulino                           | PHN         | |                  |                  | Marilídia Mendonça                           | PHN              |                                               | Partido Isolado                                           |

### Candidaturas anuladas
- Aldo Colassurdo (PMC): sua tese de candidatura própria foi derrotada pelo apoio a Paulo Maluf (PDS). Nos últimos dias do horário gratuito de TV, porém, Colassurdo aparece no programa do seu partido divulgando imagens de candidatos a vereador da sigla com o nome de João Leiva (PMDB) na parte superior da tela, sinalizando um apoio informal da legenda ao peemedebista.
- Ivo Noal (PRP): embora o TRE-SP tenha aceito seu registro de candidatura, Noal renunciou ao posto, fazendo com que seu partido (presidido por Ademar de Barros Filho na época), apoiasse Paulo Maluf - em especial, por causa do fanatismo ademarista do ex-prefeito.
- Antônio Martins (PAS): teve a candidatura negada pela Justiça Eleitoral porque seu partido sequer tinha registro provisório no TSE.

## Resultado da eleição para prefeito
Foram apurados 4.172.534 votos nominais (81,13%), 663.384 votos em branco (12,90%) e 306.884 votos nulos (5,97%), resultando no comparecimento de 5.142.802 eleitores.
| Candidatos a prefeito de São Paulo | Candidatos a vice-prefeito   | Número | Coligação                                                 | Votação   | Percentual |
| ---------------------------------- | ---------------------------- | ------ | --------------------------------------------------------- | --------- | ---------- |
| Luiza Erundina PT                  | Luiz Eduardo Greenhalgh PT   | 13     | Partidos do Povo (PT, PCB, PCdoB)                         | 1.534.592 | 36,78%     |
| Paulo Maluf PDS                    | Arnaldo Faria de Sá PJ       | 11     | Participação (PDS, PJ, PNA, PRP, PPB)                     | 1.257.495 | 30,14%     |
| João Leiva PMDB                    | Celso Matsuda PFL            | 15     | Unidade Popular (PMDB, PFL, PSB)                          | 728.874   | 17,47%     |
| José Serra PSDB                    | Guiomar de Mello PSDB        | 45     | Tucano – Seriedade e Democracia (PSDB, PV, PSC, PTR, PCN) | 287.345   | 6,89%      |
| João Mellão Neto PL                | Teruo Tanabe PL              | 22     | PL (sem coligação)                                        | 277.281   | 6,65%      |
| Marco Antônio Mastrobuono PTB      | Campos Machado PTB           | 14     | PTB (sem coligação)                                       | 35.225    | 0,84%      |
| José Maria Eymael PDC              | Joaquim Lourenço PDC         | 17     | PDC (sem coligação)                                       | 22.667    | 0,54%      |
| Marco Antônio Barbosa Caldas PH    | Dervile Guaranha Ariza PH    | 19     | PH (sem coligação)                                        | 5.320     | 0,13%      |
| Luis Pacces Filho PSD              | Walter Arenas PSD            | 41     | PSD (sem coligação)                                       | 5 170     | 0,12%      |
| Luiz Paulino PHN                   | Marilídia Mendonça PHN       | 49     | PHN (sem coligação)                                       | 4.953     | 0,12%      |
| Armando Corrêa PMB                 | José Vieira PMB              | 26     | PMB (sem coligação)                                       | 4.251     | 0,10%      |
| José Galico PNAB                   | Walter Taverna PNAB          | 47     | PNAB (sem coligação)                                      | 3 723     | 0,09%      |
| Airton Soares PDT                  | Marco Antônio Lacava PDT     | 12     | PDT (sem coligação)                                       | 3.342     | 0,08%      |
| Walter Zigrossi PSP                | Pedro Vicente Buogermino PSP | 42     | PSP (sem coligação)                                       | 2.296     | 0,06%      |
| Fontes:                            |                              |        |                                                           |           |            |

## Vereadores eleitos em São Paulo
Para a Câmara Municipal paulistana, a Coligação Partidos do Povo (PT, PCdoB e PCB) elegeu 17 candidatos, o maior número de vereadores, seguido pelo PMDB, com 9 eleitos e o PDS, com 8 eleitos. A Coligação Tucano - Seriedade e Democracia (PSDB, PTR, PSC, PCN e PV) e o PTB elegeria 5 vereadores cada, o PFL elegeria 4 vereadores, o PL elegeria 3 e o PDT, 2 vereadores, totalizando 53 vereadores.
Para o quadriênio 1989-1990, foram eleitos os seguintes vereadores;
| Vereadores eleitos em São Paulo - 1988 | Vereadores eleitos em São Paulo - 1988 | Vereadores eleitos em São Paulo - 1988 | Vereadores eleitos em São Paulo - 1988 | Vereadores eleitos em São Paulo - 1988 | Vereadores eleitos em São Paulo - 1988 |
| Candidato (a)                          | Número                                 | Partido                                | Coligação                              | Votação                                | Votação                                |
| Candidato (a)                          | Número                                 | Partido                                | Coligação                              | Votos                                  | %                                      |
| -------------------------------------- | -------------------------------------- | -------------------------------------- | -------------------------------------- | -------------------------------------- | -------------------------------------- |
| Eduardo Suplicy                        | 13663                                  | PT                                     | Partidos do Povo                       | 201.549                                | 3,92%                                  |
| Robson Tuma                            | 22613                                  | PL                                     |                                        | 40.011                                 | 0,78%                                  |
| Adriano Diogo                          | 13601                                  | PT                                     | Partidos do Povo                       | 39.656                                 | 0,77%                                  |
| Biro-Biro                              | 11688                                  | PDS                                    | Participação                           | 39.198                                 | 0,76%                                  |
| Antônio Sampaio                        | 11611                                  | PDS                                    | Participação                           | 38.719                                 | 0,75%                                  |
| Juarez Soares                          | 13615                                  | PT                                     | Partidos do Povo                       | 38.120                                 | 0,74%                                  |
| Walter Feldman                         | 45657                                  | PSDB                                   | Tucano – Seriedade e Democracia        | 27.542                                 | 0,54%                                  |
| Tereza Lajolo                          | 13664                                  | PT                                     | Partidos do Povo                       | 27.147                                 | 0,53%                                  |
| Brasil Vita                            | 14644                                  | PTB                                    |                                        | 24.515                                 | 0,48%                                  |
| Marcos Mendonça                        | 45661                                  | PSDB                                   | Tucano – Seriedade e Democracia        | 24.316                                 | 0,47%                                  |
| Zé Índio                               | 11675                                  | PDS                                    | Participação                           | 24.034                                 | 0,47%                                  |
| João Aparecido de Paula                | 25605                                  | PFL                                    | Unidade Popular                        | 23.529                                 | 0,46%                                  |
| Gilberto Nascimento                    | 15668                                  | PMDB                                   | Unidade Popular                        | 22.804                                 | 0,44%                                  |
| Aurelino de Andrade                    | 25633                                  | PFL                                    | Unidade Popular                        | 20.675                                 | 0,40%                                  |
| Aldo Rebelo                            | 24656                                  | PCdoB                                  | Partidos do Povo                       | 20.023                                 | 0,39%                                  |
| Chico Whitaker                         | 13611                                  | PT                                     | Partidos do Povo                       | 19.751                                 | 0,38%                                  |
| Henrique Pacheco                       | 13611                                  | PT                                     | Partidos do Povo                       | 18.464                                 | 0,36%                                  |
| Jooji Hato                             | 15694                                  | PMDB                                   | Unidade Popular                        | 18.427                                 | 0,36%                                  |
| Roberto Tripoli                        | 15631                                  | PMDB                                   | Unidade Popular                        | 17.642                                 | 0,34%                                  |
| Devanir Ribeiro                        | 13690                                  | PT                                     | Partidos do Povo                       | 17.411                                 | 0,34%                                  |
| Arnaldo Madeira                        | 45667                                  | PSDB                                   | Tucano – Seriedade e Democracia        | 17.292                                 | 0,34%                                  |
| Nelson Guerra Júnior                   | 25625                                  | PFL                                    | Unidade Popular                        | 16.969                                 | 0,33%                                  |
| Andrade Figueira                       | 25676                                  | PFL                                    | Unidade Popular                        | 16.959                                 | 0,33%                                  |
| Ushitaro Kamia                         | 40636                                  | PTB                                    |                                        | 16.747                                 | 0,33%                                  |
| Tita Dias                              | 13699                                  | PT                                     | Partidos do Povo                       | 16.714                                 | 0,32%                                  |
| Mário Noda                             | 14607                                  | PTB                                    |                                        | 16.530                                 | 0,32%                                  |
| Irede Cardoso                          | 13666                                  | PT                                     | Partidos do Povo                       | 16.529                                 | 0,32%                                  |
| João Carlos Alves                      | 13651                                  | PT                                     | Partidos do Povo                       | 16.455                                 | 0,32%                                  |
| Pedro Dallari                          | 13644                                  | PT                                     | Partidos do Povo                       | 15.129                                 | 0,29%                                  |
| Maurício Faria Pinto                   | 13613                                  | PT                                     | Partidos do Povo                       | 14.911                                 | 0,29%                                  |
| Almir Guimarães                        | 15639                                  | PMDB                                   | Unidade Popular                        | 14.166                                 | 0,28%                                  |
| Guilherme Gianetti                     | 15683                                  | PMDB                                   | Unidade Popular                        | 13.965                                 | 0,27%                                  |
| Osvaldo Giannotti                      | 11651                                  | PDS                                    | Participação                           | 13.829                                 | 0,27%                                  |
| Antônio Carlos Caruso                  | 15613                                  | PMDB                                   | Unidade Popular                        | 13.763                                 | 0,27%                                  |
| Ítalo Cardoso                          | 13650                                  | PT                                     | Partidos do Povo                       | 13.747                                 | 0,27%                                  |
| Lídia Correa da Silva                  | 15614                                  | PMDB                                   | Unidade Popular                        | 13.538                                 | 0,27%                                  |
| Arselino Tatto                         | 13611                                  | PT                                     | Partidos do Povo                       | 12.726                                 | 0,25%                                  |
| Francisco Altino Lima                  | 14699                                  | PTB                                    |                                        | 12.687                                 | 0,25%                                  |
| Osvaldo Fernandes                      | 11658                                  | PDS                                    | Participação                           | 12.538                                 | 0,24%                                  |
| Fausto Tomaz de Lima                   | 15646                                  | PMDB                                   | Unidade Popular                        | 18.427                                 | 0,24%                                  |
| Jamil Achôa                            | 15663                                  | PMDB                                   | Unidade Popular                        | 12.282                                 | 0,24%                                  |
| Valfredo Ferreira                      | 13690                                  | PT                                     | Partidos do Povo                       | 12.266                                 | 0,24%                                  |
| Jucelino Silva Neto                    | 12631                                  | PDT                                    |                                        | 12.231                                 | 0,24%                                  |
| Albertino Nobre                        | 14664                                  | PTB                                    |                                        | 12.226                                 | 0,24%                                  |
| Bruno Feder Neto                       | 22613                                  | PL                                     |                                        | 11.944                                 | 0,23%                                  |
| Gabriel Ortega                         | 45612                                  | PSDB                                   | Tucano – Seriedade e Democracia        | 11.765                                 | 0,23%                                  |
| Luiz Carlos Moura                      | 23666                                  | PCB                                    | Partidos do Povo                       | 11.594                                 | 0,23%                                  |
| Paulo Kobayashi                        | 45614                                  | PSDB                                   | Tucano – Seriedade e Democracia        | 10.260                                 | 0,21%                                  |
| Walter Abrahão                         | 11657                                  | PDS                                    | Participação                           | 9.553                                  | 0,19%                                  |
| Éder Jofre                             | 11655                                  | PDS                                    | Participação                           | 9.541                                  | 0,19%                                  |
| Julio César Caligiuri                  | 12625                                  | PDT                                    |                                        | 8.685                                  | 0,17%                                  |
| José Viviani Ferraz                    | 22626                                  | PL                                     |                                        | 7.941                                  | 0,15%                                  |
| Geraldo Blota                          | 11666                                  | PDS                                    | Participação                           | 7.727                                  | 0,15%                                  |
| Votos válidos                          | Votos válidos                          | Votos válidos                          | Eleitos                                | 1.145.169                              | 25,26%                                 |
| Votos válidos                          | Votos válidos                          | Votos válidos                          | Não Eleitos                            | 3.389.239                              | 74,74%                                 |
| Votos válidos                          | Votos válidos                          | Votos válidos                          | Total                                  | 4.534.408                              | 82,02%                                 |
| Votos Apurados                         |                                        |                                        |                                        |                                        |                                        |
| Votos válidos                          | Votos válidos                          | Votos válidos                          | Votos válidos                          | 4.534.408                              | 82,02%                                 |
| Votos em branco                        | Votos em branco                        | Votos em branco                        | Votos em branco                        | 412.235                                | 8,02%                                  |
| Votos nulos                            | Votos nulos                            | Votos nulos                            | Votos nulos                            | 196.159                                | 3,81%                                  |
| Total de votos apurados                | Total de votos apurados                | Total de votos apurados                | Total de votos apurados                | 5.142.802                              | 93,03%                                 |
| Eleitores                              |                                        |                                        |                                        |                                        |                                        |
| Comparecimento                         | Comparecimento                         | Comparecimento                         | Comparecimento                         | 5.142.802                              | 93,03%                                 |
| Abstenções                             | Abstenções                             | Abstenções                             | Abstenções                             | 385.602                                | 6,97%                                  |
| Total de eleitores                     | Total de eleitores                     | Total de eleitores                     | Total de eleitores                     | 5.528.404                              | 100,00%                                |

| Bancadas | Coligação                       | Assentos | Vereador Mais Votado    | Campo    |
| -------- | ------------------------------- | -------- | ----------------------- | -------- |
| PT       | Partidos do Povo                | 15       | Eduardo Suplicy         | Governo  |
| PMDB     | Unidade Popular                 | 9        | Gilberto Nascimento     | Oposição |
| PDS      | Participação                    | 8        | Biro-Biro               | Oposição |
| PTB      |                                 | 5        | Brasil Vita             | Oposição |
| PSDB     | Tucano – Seriedade e Democracia | 5        | Walter Feldman          | Oposição |
| PFL      | Unidade Popular                 | 4        | João Aparecido de Paula | Oposição |
| PL       |                                 | 3        | Robson Tuma             | Oposição |
| PDT      |                                 | 2        | Jucelino Silva Neto     | Oposição |
| PCB      | Partidos do Povo                | 1        | Luiz Carlos Moura       | Governo  |
| PCdoB    | Partidos do Povo                | 1        | Aldo Rebelo             | Governo  |